# Pleurocryptella infecta
Pleurocryptella infecta är en kräftdjursart som beskrevs av Hugo Frederik Nierstrasz och Brender à Brandis 1923. Pleurocryptella infecta ingår i släktet Pleurocryptella och familjen Bopyridae.
Artens utbredningsområde är havet kring Nya Zeeland.

## Underarter
Arten delas in i följande underarter:
- P. i. infecta
- P. i. tuberculata